# Romedius

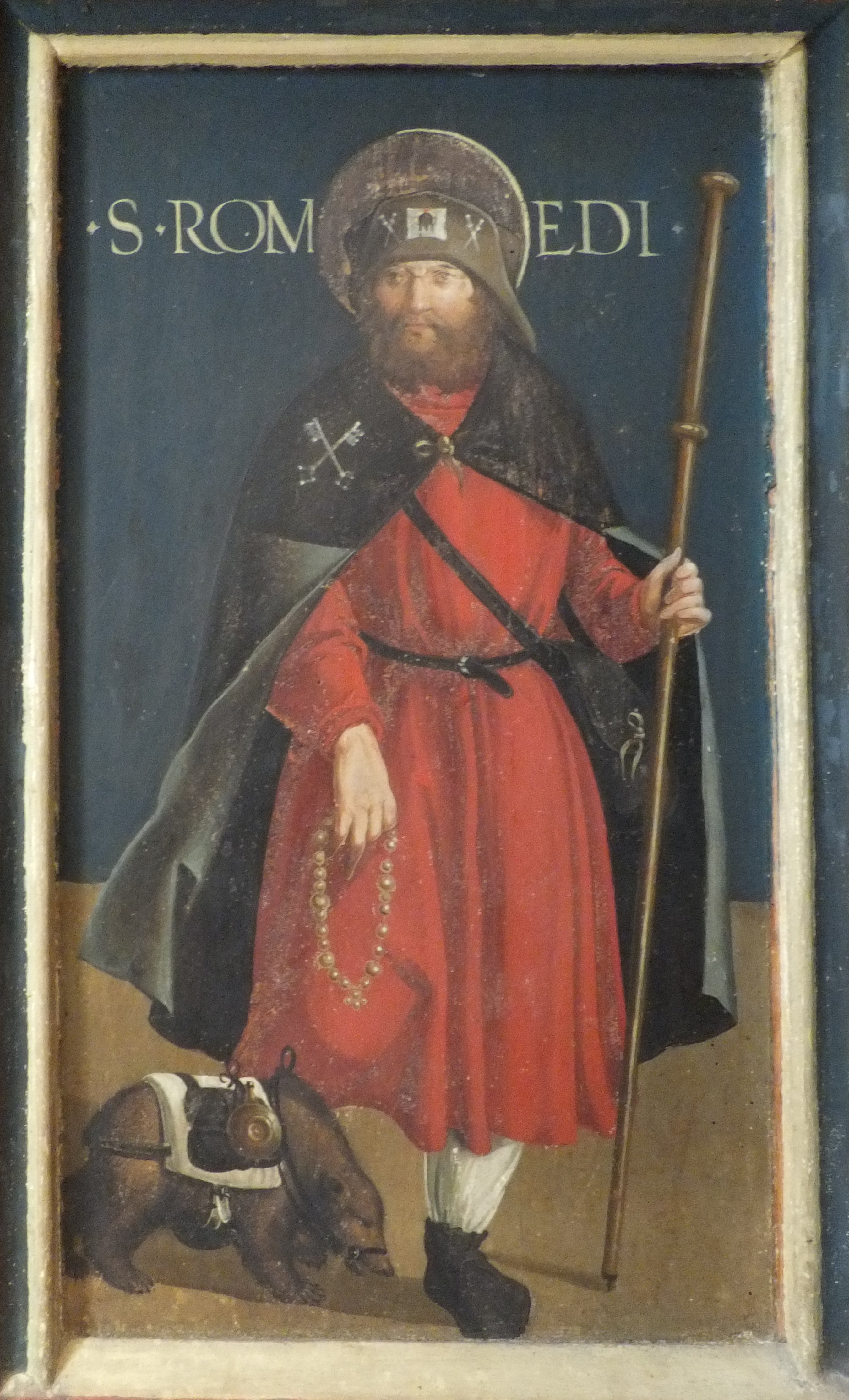
Hl. Romedius, Darstellung auf einem Altar aus dem Umkreis Jörg Lederers, 16. Jahrhundert

Romedius, auch Remedius, Remegius (4., 7./8., oder 11. Jahrhundert), ist ein Lokalheiliger im Tiroler Raum. Der Legende nach war er ein Einsiedler auf dem Nonsberg im Trentino. Er wird auch „der Heilige mit dem Bären“ genannt.

## Legende
Romedius soll adeliger Herkunft gewesen sein und sein gesamtes Hab und Gut verschenkt haben, um nach Rom zu pilgern. Auf dem Rückweg ins Inntal habe er sich entschlossen, fortan in Tavon auf dem Nonsberg als Einsiedler zu leben. Abraham und David, die ihn auch schon nach Rom begleitet hatten, und seine Gefährten in der Einsiedelei waren, werden als Diener, aber auch als Brüder genannt.

Wallfahrtsort San Romedio

Von seiner Rückkehr aus Rom wird berichtet, er haben seinen Freund, den Bischof Vigilius zu Trient besucht, und ihn um einen Platz für eine Einsiedelei gebeten. Dort fingen Romedius und Genossen an, eine Klause zu bauen. Jede Nacht aber wurden die hölzernen Dachschindeln von den Waldvöglein auf die Höhe eines Felsens getragen. Daraus schloss Romedius, dass Gott ihm diese Stelle zuweise, und erbaute seine Klause dort.
Die bekannteste Legenden über den Heiligen berichtet, dass er eines Tages, als er schon alt war, den Bischof von Trient besuchen wollte. Bei Abreise (oder auf dem Weg bei einer Rast) schickte er seinen Gefährten, das Pferd zu satteln. Der kam aber zurück und berichtete, ein Bär zerfleische das Tier. St. Romedius erteile ihm daraufhin den Auftrag, dem Bären das Zaumzeug anzulegen. Überraschenderweise fügte sich das wilde Tier und Romedius ritt auf dem Bären nach Trient. (Dieselbe Legende findet sich auch zum Hl. Lukan von Säben)
Als St. Romedius von Vigilius nach dem Besuch Abschied nahm, erklärte er diesem, dass sie sich bis zum Tode nicht wiedersehen würden. Auf die Frage, woran Vigilius erkennen solle, dass er gestorben sei, sagte ihm Romedius, in seiner Kapelle werden ein Glöcklein läuten. Als Romedius bald danach seine Tage gekommen fühlte, bat er, in dem Kirchlein zu Grabe gelegt zu werden, das sie bei der Einsiedelei erbaut hatten. Es war aber noch nicht geweiht, doch Romedius sagte seinen Gefährten vorher, dass es bald geweiht werden sollte. So legte er sich zum Sterben, und in der Kapelle zu Trient erklang das Glöcklein von selbst. Da brach Vigilius auf nach Tavon, um die Weihe der Grablege vorzunehmen. Allein, es war nicht notwendig, denn die heiligen Engel waren herniedergestiegen und hatten die Kirche geweiht.

## Historischer Hintergrund
Da die Legenden davon erzählen, er habe Kontakt mit Bischof Vigilius von Trient († vermutlich 405) gehabt, müsste er in das 4. Jahrhundert datiert werden. Andere Quellen ordnen ihn in das 7. oder 8. Jahrhundert ein, und nennen seine Herkunft von den Grafen von Tavon. Im 19. Jahrhundert wurde er auch für völlig ungeschichtlich erklärt, oder als eine Verwechslung mit dem Hl. Remigius.
Die historische Forschung tendiert heute dazu, ihn aus dem Geschlecht der Andechser zu sehen, also in das 11. Jahrhundert einzuordnen, und nimmt seine Herkunft von Burg Thaur bei Innsbruck an. Diskutiert wurde die Figur auch als eine Fälschung des 13. Jahrhunderts, im Zusammenhang mit Rechten am Haller Salzberg, die sich aus der Schenkung durch den Heiligen rechtfertigen würden: Überliefert wird, er habe seinen Erbbesitz an die Domkirchen von Trient und Augsburg gegeben, von Trient über Brixen wäre das Salzrecht an die Grafen von Tirol gegangen.

## Gedenken

Cappella Maggiore in San Romedio

Die Verehrung am Grab in Tavon – das in der baulichen Anlage vielleicht auch in das 10. Jahrhundert zurückreicht – ist seit dem 12. Jahrhundert belegt, ebenso die Feier seiner Gedenktage in der Diözese Trient.
Seit 1795 ist auch in der Diözese Brixen, zu der auch Nordtirol gehörte, Messe und Offizium gestattet (Approbation erneuert 24. Juli 1907 durch Pius X., als culto immemorabile ‚von Alters her‘).

### Gedenktage und Schutz
- 15. Jänner, nicht gebotener Gedenktag im Bistum Bozen-Brixen, Innsbruck und Trient[10]
- 1. Oktober in Trient: Übertragung der Gebeine

Patron ist er bei Seenot und Gefangenschaft; gegen Feuer, Hagel, Überschwemmung, Fieber, Zahnschmerzen, Beinleiden. Als Schutzheiligen in Bezug auf Tiere ist er nicht bekannt geworden.

### Reliquien und Patrozinien

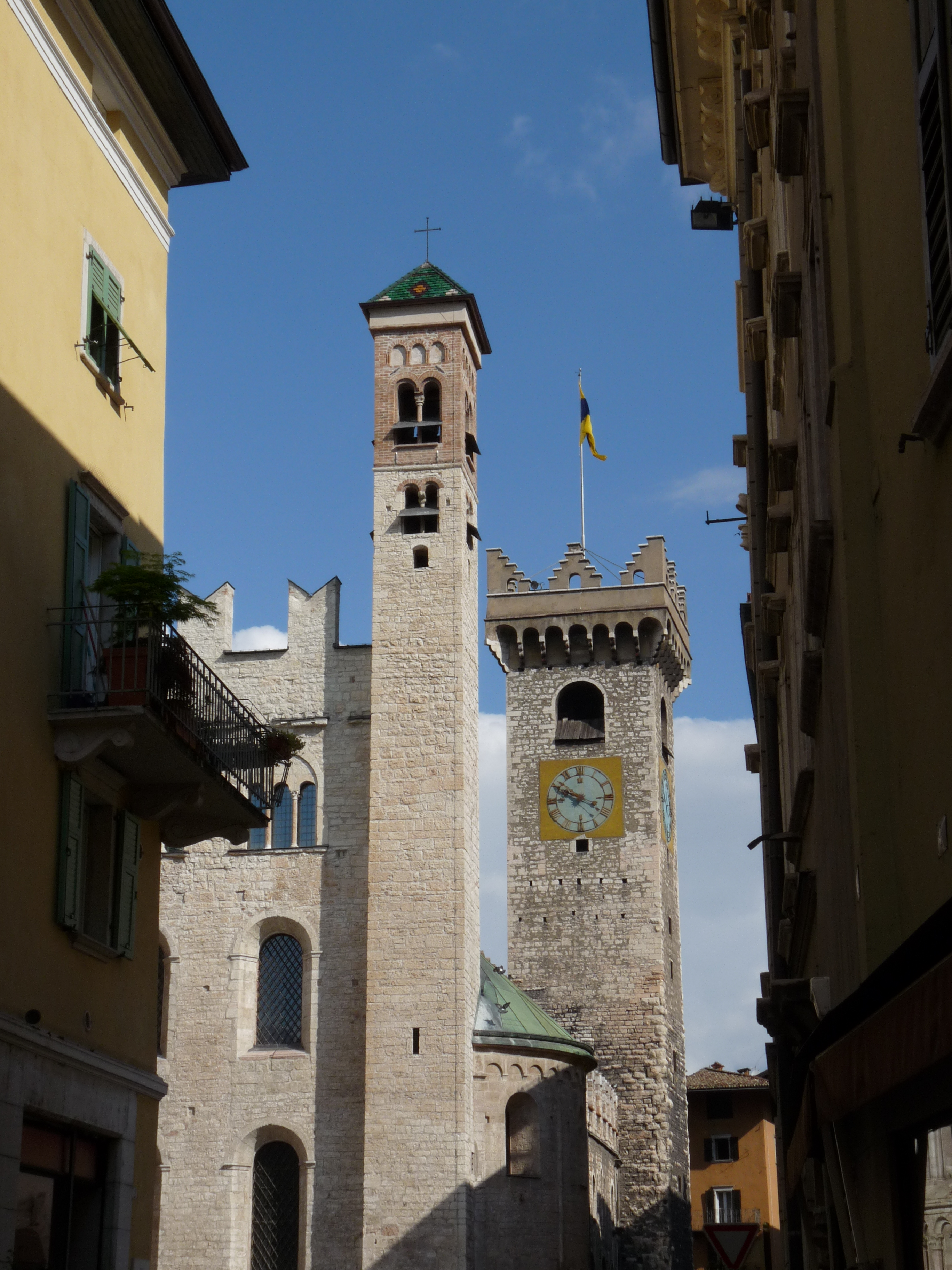
Campanile di San Romedio am alten Bischofspalast in Trient

- Santuario di S. Romedio bei Sanzeno im Nonstal, Wallfahrtsort mit der Grablege, dort die Cappella Maggiore, im Sanktuarium der Reliquienschrein des Heiligen[8]
- Romedikirchl Thaur: eigentlich Hll. Peter und Paul, beherbergt Romedius’ Kopf und weitere Reliquien, eine Schenkung von Kaiser Heinrich IV. die früher in Georgenberg-Fiecht aufbewahrt waren, und der Pfarre Thaur 1851 überlassen worden waren[5]
- Pfarrkirche Thaur, ebenfalls noch Reliquien[4]
- Schlosskapelle Choltice, in Choltice in Tschechien, gegründet von Romedius Konstantin Thun

weitere Verehrungen:
- Campanile San Romedio des alten Bischofspalastes in Trient
- Schlosskirche Tavon, Hauptaltar[5]
- Abbildung im  Dießener Himmel , dem Deckenfresko Johann Georg Bergmüllers im Marienmünster Dießen

### Ikonographie
Seine Heiligenattribute sind Einsiedler- oder Pilgerkleidung mit Pilgerstab in der Hand, auf einem Bären reitend, dieser zu seinen Füßen liegend oder am Halfter geführt.

### Name
Vom Heiligen stammt der Vorname Romed, der heute im Tirolischen vorkommt. Er könnte aus dem Althochdeutschen stammen und dann ‚berühmter Besitzer‘ bedeuten, oder ein lateinischer Herkunftsname zu einem Ort Rom…/Rem… sein.